# Chauderon
Pour les articles homonymes, voir Chauderon (homonymie).
Ancienne commune du Doubs, la commune de Chauderon a été supprimée en 1856. Son territoire est annexé partiellement par la commune de Montperreux, partiellement par la commune de Malbuisson.
Aujourd'hui, Chauderon ou Chaudron est un hameau de la commune de Montperreux, au bord du lac de Saint-Point.